# Ghennadi Selezniov
Ghennadi Nikolaevici Selezniov (în rusă Геннадий Николаевич Селезнёв; n. 6 noiembrie 1947, Serov, RSFS Rusă, URSS – d. 19 iulie 2015, Moscova, Rusia) a fost un politician rus, speaker al Dumei de Stat a Rusiei între 1996 și 2003.